# Chocolate Cosmos
Chocolate Cosmos (яп. チョコレートコスモス, «Шоколадный космос») — сёдзё-манга, написанная и проиллюстрированная японским автором Наной Харутой. Серия выходила в журнале Ribon с сентября 2007 года до ноября 2008 года. Все главы были позднее изданы в четырёх томах компанией Shueisha, с 14 декабря 2007 года по 14 ноября 2008 года.

## Сюжет
Пятнадцатилетняя Саюки Сакураи ищет свою любовь. На пляже, во время летних каникул, она встречает красивого молодого человека, от которого пахнет шоколадом, и сразу влюбляется в него. Оказывается, что он преподаёт в её школе.

## Список томов
| №  | Дата публикации    | ISBN                   |
| -- | ------------------ | ---------------------- |
| 01 | 14 декабря 2007 г. | ISBN 978-4-08-856789-1 |
| 02 | 15 апреля 2008 г.  | ISBN 978-4-08-856807-2 |
| 03 | 12 августа 2008 г. | ISBN 978-4-08-856839-3 |
| 04 | 14 ноября 2008 г.  | ISBN 978-4-08-856851-5 |